# Піщанка (Бородуліхинський район)
Піща́нка (каз. Песчанка) — село у складі Бородуліхинського району Абайської області Казахстану. Адміністративний центр Кунарлинського сільського округу.
Населення — 679 осіб (2021; 878 у 2009, 512 у 1999, 1552 у 1989).
Національний склад станом на 1989 рік:
- росіяни — 58 %
- німці — 21 %